# ドハース・ファンアルフェン効果
ドハース・ファンアルフェン効果（ドハース・ファンアルフェンこうか、英語: de Haas–van Alphen effect、dHvA効果）は、金属の磁化率（帯磁率）が、（十分に低温では）磁場の逆数に比例して振動する現象。この現象は1930年にドハースとファンアルフェン（Pieter Martinus van Alphen）によって実験で発見された。同年、レフ・ランダウは、実験のことは知らずに、この現象を理論的に予測した。
dHvA効果による磁化率の振動成分の周期は、
{\displaystyle \Delta (H^{-1})=2\pi {\frac {e\hbar }{cS_{m}}}}
である。
ここで{\displaystyle S_{m}}は磁場に垂直な、フェルミ面の極値断面積（半径aのフェルミ球ならば{\displaystyle \pi a^{2}}）である。
電子散乱による効果を考慮すると、
{\displaystyle \exp \left(-{\frac {2\pi cm^{*}}{e\tau H}}\right)}
の係数が磁化率にかかる（ディングル因子）。
ここで{\displaystyle \tau }は平均衝突時間であり、m*は電子の有効質量（サイクロトロン質量）を表す。
物性物理学の分野においては、重い電子系など、電子の有効質量やフェルミ面の劇的な変化に関連した分野に置いて盛んに用いられる手法の一つとなっている。測定については電気伝導度の比較的高い物質の単結晶が適している。